# متلازمة الغدد الصماء بالمناعة الذاتية
في مجال الطب، تُعد متلازمات المناعة الذاتية ضد الغدد الصماء المتعددة، وتُسمَّى أيضًا بـمتلازمة المناعة الذاتية متعددة الغدد (بي جي إيه إس)، مجموعة متنوعة من الأمراض النادرة التي تتسم بنشاط المناعة الذاتية ضد أكثر من غدة صماء واحدة، بل إنها قد تصيب الغدد غير الصمّاء أيضًا.
وهناك ثلاث "متلازمات للمناعة الذاتية ضد الغدد الصماء المتعددة"، وعددٌ من الأمراض الأخرى التي تعد المناعة الذاتية ضد الغدد الصماء واحدة من سماتها.

## المتلازمات
- متلازمة المناعة الذاتية ضد الغدد الصماء المتعددة - النوع الأول (APECED أو نمط ويتكر)
- متلازمة المناعة الذاتية ضد الغدد الصماء - النوع الثاني (متلازمة شميت)
- أما أكثر الأنواع خطورة، ولكن أندرها، هو متلازمة الاعتلال الصماوي المتعدد والعوز المناعي والإسهال المرتبطة بالجنس، وتسمى أيضًا بإكس إل إيه إيه دي (متلازمة الاضطراب الأرجي والمناعي الذاتي المرتبط بالجنس) أو متلازمة إبكس (أو متلازمة الاعتلال المعوي واعتلال الغدد الصم المتعدد بخلل التنظيم المناعي المرتبط بالكروموسوم أكس). يحدث هذا بسبب تحول جين فوكس بي 3 على الكروموسوم إكس.[3] ويُصاب أغلب المرضى بالسُكَّري والإسهال ويموت الكثير من هؤلاء المرضى والرُضَّع بسبب نشاط المناعة الذاتية ضد أعضاء كثيرة. وتحدث الإصابة بين الصبية، بينما تظل الفتيات حاملات للمرض وقد يعانين من المرض بصورةٍ متوسطة.

## أمراض أخرى
من بين الأمراض الأخرى التي تتسم بالمناعة الذاتية ضد الغدد الصماء المتعددة:
- الاضطرابات الصبغية (متلازمة داون) - وهي تزيد من خطورة المناعة الذاتية الصماوية
- متلازمة POEMS - ترمز الE للاعتلال الصماوي؛ والسبب هو البارابروتين الذي يفرزه ورم البلازماويات أو الورم النقوي المتعدد؛ وهناك خصائص أخرى هي اعتلال الأعصاب وضخامة الأعضاء (تضخم الكبد وتضخم الطحال)،وتغيرات إم-بروتين (بارابروتين) وتغيرات الجلد.
- عدة أمراض نادرة جدًا.

## التحكم في المرض
كقاعدةٍ عامة، يتم التعامل مع الأمراض المكونة بصورةٍ معتادة. ويكمن التحدي في كشف احتمالية الإصابة بأيٍ من المتلازمات المذكورة أعلاه، وتوقع الأعراض الأخرى. على سبيل المثال، عند التعامل مع مريض يعاني من النوع الثاني من متلازمة المناعة الذاتية ضد الغدد الصماء المتعددة ولكن لا تظهر عليه أي من خصائص مرض أديسون، فقد يعجل الفحص التقليدي للأجسام المضادة ضد 21-هيدروكسيلاز (إحدى خصائص مرض أديسون) بالتدخل المبكر وإحلال الهيدروكورتيزون لمنع حدوث أي أزمات متعلقة بالمرض.